# 11966 Plateau
11966 Plateau eller 1994 PJ20 är en asteroid i huvudbältet som upptäcktes den 12 augusti 1994 av den belgiske astronomen Eric W. Elst vid La Silla-observatoriet. Den är uppkallad efter Joseph Antoine Ferdinand Plateau.
Asteroiden har en diameter på ungefär 5 kilometer och den tillhör asteroidgruppen Koronis.